# آرکولا، ساسکاچوان
آرکولا، ساسکاچوان (به انگلیسی: Arcola, Saskatchewan) یک شهرک در کانادا است که در ساسکاچوان واقع شده‌است.

## خصوصیات
آرکولا ۳٫۳۹ کیلومترمربع مساحت و ۶۴۹ نفر جمعیت دارد.